# Tri (化学)
Tri或tri-是一个用来为在元素周期表中位于某个元素下下下面的位置的化学元素命名的前缀。
前缀dvi-跟前綴eka-、dvi-用于命名尚未发现的元素。
该前缀起源于意为“三”的梵语词"tri"，季米特里·门捷列夫杜撰了这个前缀。
相应地，前缀eka-和dvi-源于意为“一”和“二”的梵语前缀，用于命名前缀后面的基元素在元素周期表中下面第三行和第一行处空位所表示的未知元素。
现在国际理论与应用化学联合会使用基于原子序数的元素系统命名法作为元素临时命名的正式惯例，而不使用用这些前缀表示时必须要基于元素在元素周期表中的排列位置的方式。
据推测通常用来表示梵语字音表的表格结构和元素周期表之间的相似性导致门捷列夫选择了梵语词作为这些前缀的词基。